# Conus cervus
Espèce
Statut de conservation UICN

 LC  : Préoccupation mineure
Conus cervus est une espèce de mollusques gastéropodes marins de la famille des Conidae.
Comme toutes les espèces du genre Conus, ces escargots sont prédateurs et venimeux. Ils sont capables de « piquer » les humains et doivent donc être manipulés avec précaution, voire pas du tout.

## Description
La taille de la coquille varie entre 83 mm et 116 mm. La coquille, grande et mince, est gonflée de façon cylindrique. Sa couleur est jaune rosé pâle, encerclée de lignes et de bandes de taches châtaignes et blanches, et de marques hiéroglyphiques. 

## Distribution
Cette espèce marine est présente au large des Philippines et des Moluques.

### Niveau de risque d’extinction de l’espèce
Selon l'analyse de l'UICN réalisée en 2011 pour la définition du niveau de risque d'extinction, cette espèce est présente aux Philippines, aux Moluques et en Nouvelle-Calédonie. Elle peut également être présente dans les îles Marshall. Il s'agit d'une espèce d'eau profonde à large répartition qui est naturellement présente en faible quantité. Il n'y a pas de menaces connues, elle a donc été évaluée comme étant de préoccupation mineure.

## Taxonomie

### Publication originale
L'espèce Conus cervus a été décrite pour la première fois en 1822 par le naturaliste français Jean-Baptiste Lamarck (1744-1829) dans la publication intitulée « Histoire naturelle des animaux sans vertèbres Tome septième »,.

### Synonymes
- Conus (Textilia) cervus Lamarck, 1822 · appellation alternative
- Textilia cervus (Lamarck, 1822) · non accepté

## Identifiants taxonomiques
Chaque taxon catalogué par les bases de données biologiques et taxonomiques possède un identifiant qui permet d'établir un point de référence. Les identifiants de Conus cervus dans les principales bases sont les suivants :
BOLD : 303112 - CoL : XX5G - GBIF : 5857099 - iNaturalist : 431903 - NCBI : 592105 - TAXREF : 94338 - UICN : 192732 - WoRMS : 426449